# Tratado de Salbai

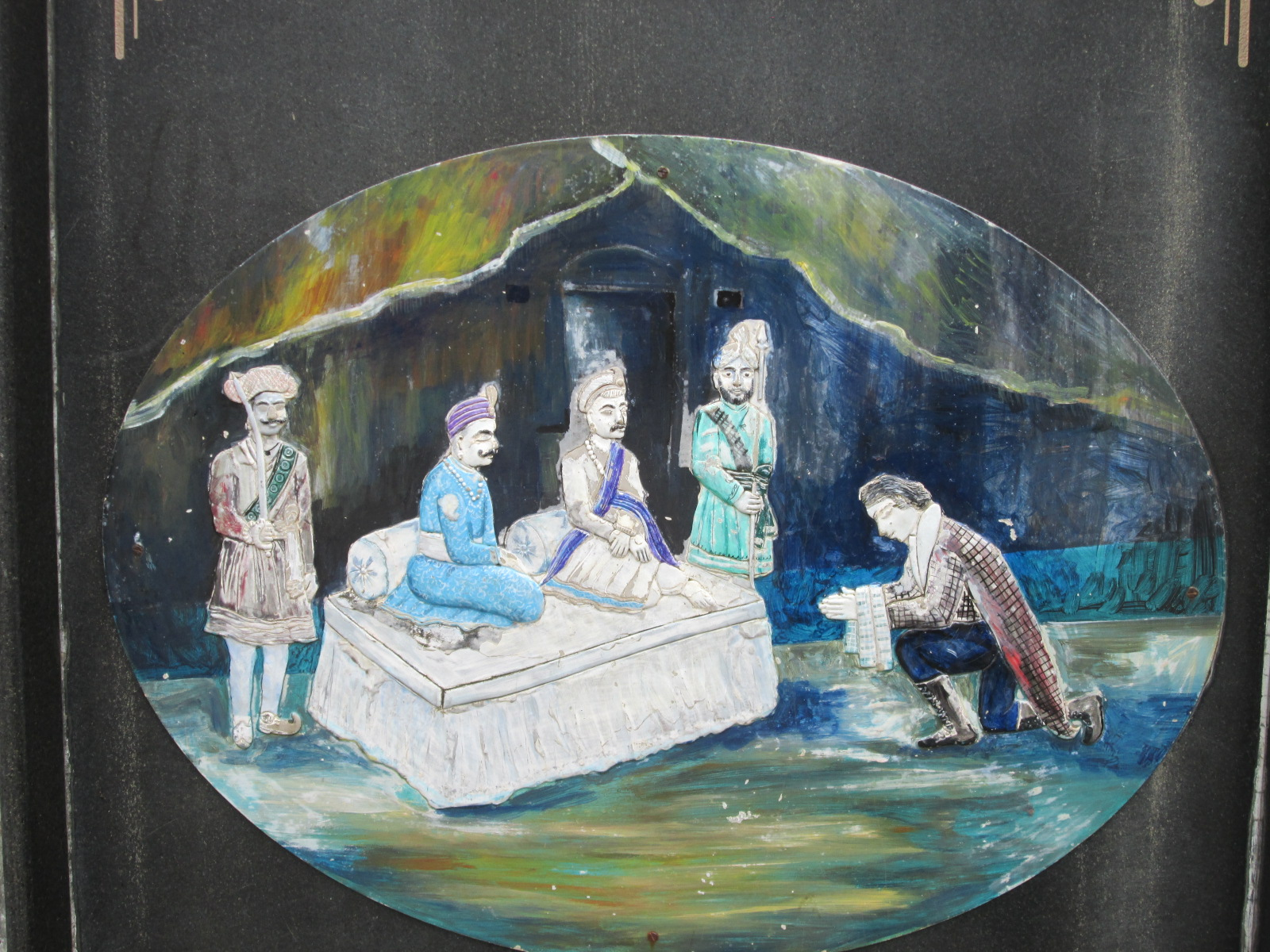
Un mural que representa la rendición británica y la firma de un tratado con el poderoso Reino Maratha de la India como parte de la Primera Guerra Anglo-Maratha.

El Tratado de Salbai fue firmado el 17 de mayo de 1782 por representantes del Imperio maratha y de la Compañía Británica de las Indias Orientales tras largas negociaciones para poner fin a la primera guerra anglo-maratha. Según los términos del acuerdo, la Compañía retuvo el control de Salsete y Bharuch, además adquirió garantías de que los marathas derrotarían a Hyder Ali de Mysore y retomarían territorios en la costa Carnática (Tamil Nadu y Karnataka). Los marathas también garantizaron que se prohibiría a los franceses establecer asentamientos en sus territorios. A cambio, los británicos acordaron financiar a su protegido, Raghunath Rao, y reconocer a Madhav Rao Narayan como peshwa del Imperio maratha. Los británicos también reconocieron las reivindicaciones territoriales de los Sindhia al oeste del río Yamuna y todos los territorios ocupados por los británicos después del tratado de Purandar fueron devueltos a los marathas.
El Tratado de Salbai resultó en un período de relativa paz entre el Imperio maratha y la Compañía Británica de las Indias Orientales hasta el estallido de la segunda guerra anglo-maratha en 1802.